# Down by Law (grup)
Down by Law és un grup estatunidenc de punk rock format als voltants de 1990. El primer álbum va ser gravat per Dave Smalley, procedent de Dag Nasty, junt amb els integrants de Chemical People. Al llarg dels anys el grup ha patit diferents canvis.

## Membres
- Dave Smalley - Cantant, guitarra
- Sam Williams - Guitarra
- Milo Todesco - Bateria
- Keith Davies - Baix

## Discografia
- Down By Law (1991)
- Blue (1993)
- Punkrockacademyfightsong (1994)
- All Scratched Up (1996)
- Last of the Sharpshooters (1997)
- Fly the Flag (1999)
- Punkrockdays: The Best Of DBL (2002)
- Windwardtidesandwaywardsails (2003)
- Champions At Heart (2012)
- Revolution Time EP (2013)
- Equators (2015)
- All In (2018)
- Redoubt EP (2018)
- Quick Hits: Live in the Studio (2019)
- Buried Alive / Rip It Off (2020)
- Lonely Town (2021)

## Recopilatoris
- Atticus: Dragging The Lake II
- Punk Vs. Emo
- World Still Won't Listen: Tribute To The Smiths
- Down By Law Vs. Gigantor
- Terror Firmer
- Radio Asylum Vol. 1
- Go-Kart Vs. The Corporate Giant Vol. 2
- Short Music For Short People
- Five Years On The Streets
- Punk-O-Rama Vol. 3
- Before You Were Punk
- Godmoney
- Punk-O-Rama Vol. 2
- Keep The Beat
- Punk-O-Rama Vol. 1
- Chairman Of The Bored: A Tribute To Frank Sinatra
- More Songs About Anger, Fear, Sex & Death
- Digital Snow
- The Big One